# Kelheim
Kelheim (en allemand : /ˈkeːlhaɪ̯m/ ) est une ville de Bavière, capitale de l'arrondissement de Kelheim. Elle est située au confluent de l'Altmühl et du Danube. Fin 2012, la commune comptait 15 555 habitants. Elle possède une nécropole de référence de l'Âge de bronze final.

## Géographie

Vue de Kelheim

## Histoire
| Appartenances historiques Duché de Bavière 1181–1255 Duché de Basse-Bavière 1255–1353 Duché de Bavière-Straubing 1353-1429 Duché de Bavière-Munich 1429-1505 Duché de Bavière 1505–1623 Électorat de Bavière 1623–1806 Royaume de Bavière 1806–1918 République de Weimar 1918–1933 Reich allemand 1933–1945 Allemagne occupée 1945–1949 Allemagne 1949–présent |

Louis Ier, duc de Bavière, dit Louis de Kelheim, y naquit et fut assassiné sur le pont de cette ville en 1231.